# 演奏類最佳專輯獎 (金曲獎)
金曲獎演奏類最佳專輯獎是由文化部影視及流行音樂產業局在臺灣舉辦的金曲獎現行頒發獎項，自1991年第3屆金曲獎頒發最佳演奏專輯獎後，流行音樂演奏專輯即為金曲獎開放報名評選的項目之一。

## 歷屆得獎暨入圍名單
|  | 獲獎者 |

### 最佳演奏專輯獎（第3屆－第7屆）
| 年份 （屆次）  | 入圍名單                                                 | 備註         |
| -------------- | -------------------------------------------------------- | ------------ |
| 1991 （第3屆） | 《看盡洛城花》 新古典音樂有限公司                        | [ 1 ] [ 2 ]  |
| 1991 （第3屆） | 《火燒島電影原聲帶》／飛碟企業有限公司                   | [ 1 ] [ 2 ]  |
| 1991 （第3屆） | 《滾滾紅塵》／華星唱片企業股份有限公司                   | [ 1 ] [ 2 ]  |
| 1991 （第3屆） | 《尋找台灣生命力》／點將股份有限公司                     | [ 1 ] [ 2 ]  |
| 1991 （第3屆） | 《解瑄的豎琴－聽一次就與天和地近些》／新古典音樂有限公司 | [ 1 ] [ 2 ]  |
| 1992 （第4屆） | 《異鄉月夜》 上揚有聲出版社有限公司                      | [ 3 ] [ 4 ]  |
| 1992 （第4屆） | 《古早夜曲》／上揚有聲出版社有限公司                     | [ 3 ] [ 4 ]  |
| 1992 （第4屆） | 《龍的素描（一）（二）（三） 》／歌林股份有限公司        | [ 3 ] [ 4 ]  |
| 1993 （第5屆） | 《戀戀風塵》 索引有聲出版有限公司                        | [ 5 ] [ 6 ]  |
| 1993 （第5屆） | 《糾纏－無言的山丘》／滾石國際有限公司                   | [ 5 ] [ 6 ]  |
| 1993 （第5屆） | 《桃花泣血記》／上揚有聲出版有限公司                     | [ 5 ] [ 6 ]  |
| 1993 （第5屆） | 《鋼琴之愛5》／巨石音樂有限公司                          | [ 5 ] [ 6 ]  |
| 1993 （第5屆） | 《霸王別姬》／滾石國際有限公司                           | [ 5 ] [ 6 ]  |
| 1994 （第6屆） | 《音樂的眼淚》 巨石音樂有限公司                          | [ 7 ] [ 8 ]  |
| 1994 （第6屆） | 《在我心中有一片森林》／上華國際企業股份有限公司         | [ 7 ] [ 8 ]  |
| 1994 （第6屆） | 《再見李香蘭》／福茂唱片音樂股份有限公司                 | [ 7 ] [ 8 ]  |
| 1994 （第6屆） | 《意外的溫柔》／巨石音樂有限公司                         | [ 7 ] [ 8 ]  |
| 1994 （第6屆） | 《鋼琴之愛7》／巨石音樂有限公司                          | [ 7 ] [ 8 ]  |
| 1996 （第7屆） | 《紅玫瑰與白玫瑰》 台灣滾石唱片股份有限公司              | [ 9 ] [ 10 ] |
| 1996 （第7屆） | 《竊竊私語》／巨石音樂有限公司                           | [ 9 ] [ 10 ] |
| 1996 （第7屆） | 《心的天空》／福茂唱片音樂股份有限公司                   | [ 9 ] [ 10 ] |
| 1996 （第7屆） | 《我和春天有個約會》／上華國際企業股份有限公司           | [ 9 ] [ 10 ] |
| 1996 （第7屆） | 《追夢》／台灣滾石唱片股份有限公司                       | [ 9 ] [ 10 ] |

### 最佳流行音樂演奏唱片獎（第8屆－第10屆）
| 年份 （屆次）   | 入圍名單                                                           | 備註          |
| --------------- | ------------------------------------------------------------------ | ------------- |
| 1997 （第8屆）  | 《慾望的聲音》 巨石音樂股份有限公司                                | [ 11 ] [ 12 ] |
| 1997 （第8屆）  | 《天韻演奏篇－躍》／天韻有聲出版社                                 | [ 11 ] [ 12 ] |
| 1997 （第8屆）  | 《愛最美麗》／台灣滾石唱片股份有限公司                             | [ 11 ] [ 12 ] |
| 1997 （第8屆）  | 《追尋－倫敦星空下》／新力哥倫比亞音樂股份有限公司                 | [ 11 ] [ 12 ] |
| 1997 （第8屆）  | 《琴逢笛手》／福茂唱片音樂股份有限公司                             | [ 11 ] [ 12 ] |
| 1998 （第9屆）  | 《中國交響世紀－邊疆狂想樂》 金革唱片股份有限公司                  | [ 13 ] [ 14 ] |
| 1998 （第9屆）  | 《如祝福的行板》／寶麗金唱片股份有限公司                           | [ 13 ] [ 14 ] |
| 1998 （第9屆）  | 《中國交響世紀－流金歲月》／金革唱片股份有限公司                   | [ 13 ] [ 14 ] |
| 1998 （第9屆）  | 《一個人的漫遊》／友善的狗有限公司                                 | [ 13 ] [ 14 ] |
| 1998 （第9屆）  | 《敏感》／香港商環球國際音樂有限公司台灣分公司                     | [ 13 ] [ 14 ] |
| 1999 （第10屆） | 《城市冥想》 新代音樂有限公司 （新力哥倫比亞音樂股份有限公司發行） | [ 15 ] [ 16 ] |
| 1999 （第10屆） | 《JAZZ WALK》／福茂唱片音樂股份有限公司                            | [ 15 ] [ 16 ] |
| 1999 （第10屆） | 《櫻花雨》／風潮有聲出版有限公司                                   | [ 15 ] [ 16 ] |

### 最佳流行音樂演奏專輯獎（第11屆－第17屆）
| 年份 （屆次）   | 入圍名單                                                              | 備註          |
| --------------- | --------------------------------------------------------------------- | ------------- |
| 2000 （第11屆） | 《3橘之戀》 角頭文化事業股份有限公司                                  | [ 17 ] [ 18 ] |
| 2000 （第11屆） | 《海》／常喜音樂股份有限公司                                          | [ 17 ] [ 18 ] |
| 2000 （第11屆） | 《七星海》／風潮有聲出版有限公司                                      | [ 17 ] [ 18 ] |
| 2000 （第11屆） | 《海角一樂園》／風潮有聲出版有限公司                                  | [ 17 ] [ 18 ] |
| 2000 （第11屆） | 《在一起》／友善的狗股份有限公司                                      | [ 17 ] [ 18 ] |
| 2001 （第12屆） | 《墾丁－台灣國家公園音樂（一）》 亞洲唱片有限公司                     | [ 19 ] [ 20 ] |
| 2001 （第12屆） | 《林海 貓》／風潮有聲出版有限公司                                     | [ 19 ] [ 20 ] |
| 2001 （第12屆） | 《Jazz walk 2》／福茂唱片音樂股份有限公司                             | [ 19 ] [ 20 ] |
| 2001 （第12屆） | 《聖石傳說電影原聲帶》／魔岩唱片股份有限公司                          | [ 19 ] [ 20 ] |
| 2002 （第13屆） | 《月光邊境》 風潮有聲出版有限公司                                     | [ 21 ] [ 22 ] |
| 2002 （第13屆） | 《十面埋伏》／上揚國際股份有限公司                                    | [ 21 ] [ 22 ] |
| 2002 （第13屆） | 《爆米香的滋味》／金革科技股份有限公司                                | [ 21 ] [ 22 ] |
| 2002 （第13屆） | 《故事》／風潮有聲出版有限公司                                        | [ 21 ] [ 22 ] |
| 2002 （第13屆） | 《蝶舞》／風潮有聲出版有限公司                                        | [ 21 ] [ 22 ] |
| 2003 （第14屆） | 《第33個街角轉彎》 風潮有聲出版有限公司                               | [ 23 ] [ 24 ] |
| 2003 （第14屆） | 《想飛電影原聲帶》／滾石國際音樂股份有限公司                          | [ 23 ] [ 24 ] |
| 2003 （第14屆） | 《流動的城市》／風潮有聲出版有限公司                                  | [ 23 ] [ 24 ] |
| 2003 （第14屆） | 《山居歲月》／風潮有聲出版有限公司                                    | [ 23 ] [ 24 ] |
| 2003 （第14屆） | 《人間喜劇 電影原聲帶》／角頭文化事業股份有限公司                     | [ 23 ] [ 24 ] |
| 2004 （第15屆） | 《孽子》 風潮有聲出版有限公司                                         | [ 25 ] [ 26 ] |
| 2004 （第15屆） | 《白屋之戀（White Cottage Love）》／金革科技股份有限公司              | [ 25 ] [ 26 ] |
| 2004 （第15屆） | 《飄浮手風琴》／風潮有聲出版有限公司                                  | [ 25 ] [ 26 ] |
| 2004 （第15屆） | 《赴宴》／風潮有聲出版有限公司                                        | [ 25 ] [ 26 ] |
| 2004 （第15屆） | 《遠方的寂靜》／風潮有聲出版有限公司                                  | [ 25 ] [ 26 ] |
| 2005 （第16屆） | 《夢行愛琴海》 辰宇媒體文化事業有限公司                               | [ 27 ] [ 28 ] |
| 2005 （第16屆） | 《沒事兒》／源動力文化發展事業有限公司                                | [ 27 ] [ 28 ] |
| 2005 （第16屆） | 《風中緋櫻》／風潮有聲出版有限公司                                    | [ 27 ] [ 28 ] |
| 2005 （第16屆） | 《收藏》／風潮有聲出版有限公司                                        | [ 27 ] [ 28 ] |
| 2005 （第16屆） | 《微笑的魚》／金革科技股份有限公司                                    | [ 27 ] [ 28 ] |
| 2006 （第17屆） | 《意湖》 山風音樂有限公司                                             | [ 29 ] [ 30 ] |
| 2006 （第17屆） | 《七月九日，天氣晴》／金革科技股份有限公司                            | [ 29 ] [ 30 ] |
| 2006 （第17屆） | 《烏野熏UNO『PIANO』The Jazz Piano Trio Creations》／倍特音樂有限公司 | [ 29 ] [ 30 ] |
| 2006 （第17屆） | 《藍色台北》／典選音樂事業股份有限公司                                | [ 29 ] [ 30 ] |
| 2006 （第17屆） | 《B-JACK/Future Groove》／典選音樂事業股份有限公司                    | [ 29 ] [ 30 ] |

### 演奏類 最佳專輯獎 （第18屆－至今）
| 年份 （屆次）   | 入圍名單                                                                           | 備註          |
| --------------- | ---------------------------------------------------------------------------------- | ------------- |
| 2007 （第18屆） | 《送你冬日藍》 源動力文化發展事業有限公司                                          | [ 31 ] [ 32 ] |
| 2007 （第18屆） | 《月見草》／延伸有聲出版有限公司                                                   | [ 31 ] [ 32 ] |
| 2007 （第18屆） | 《東清村3號》／角頭文化事業股份有限公司                                            | [ 31 ] [ 32 ] |
| 2007 （第18屆） | 《陶笛夢想家》／風潮音樂國際股份有限公司                                           | [ 31 ] [ 32 ] |
| 2008 （第19屆） | 《托斯卡尼 我想起你》 風潮音樂國際股份有限公司                                     | [ 33 ] [ 34 ] |
| 2008 （第19屆） | 《絲竹空》／絲竹空爵士樂團                                                         | [ 33 ] [ 34 ] |
| 2008 （第19屆） | 《Mr.比布》／彗智數位影音有限公司                                                  | [ 33 ] [ 34 ] |
| 2008 （第19屆） | 《不能說的·秘密》／杰威爾音樂有限公司                                              | [ 33 ] [ 34 ] |
| 2009 （第20屆） | 《倒影 吳書齊爵士樂團》 華納國際音樂股份有限公司                                   | [ 35 ] [ 36 ] |
| 2009 （第20屆） | 《來自角落》／延伸有聲出版有限公司                                                 | [ 35 ] [ 36 ] |
| 2009 （第20屆） | 《囧男孩 電影原聲帶》／亞神音樂娛樂股份有限公司                                    | [ 35 ] [ 36 ] |
| 2010 （第21屆） | 《紙鳶 Paper Eagle》 絲竹空爵士樂團                                                | [ 37 ] [ 38 ] |
| 2010 （第21屆） | 《聽說 電影原聲帶》／果核有限公司                                                  | [ 37 ] [ 38 ] |
| 2010 （第21屆） | 《帶我去遠方 電影原聲帶》／亞神音樂娛樂股份有限公司                                | [ 37 ] [ 38 ] |
| 2010 （第21屆） | 《那不勒斯藍色夜》／風潮音樂國際股份有限公司                                       | [ 37 ] [ 38 ] |
| 2010 （第21屆） | 《故事島》／風潮音樂國際股份有限公司、BenQ明基友達基金會                           | [ 37 ] [ 38 ] |
| 2011 （第22屆） | 《無限融合黨TIMELESS FUSION PARTY》 威幅音樂有限公司                               | [ 39 ] [ 40 ] |
| 2011 （第22屆） | 《紀華麟·踢踏手 Tap Dancing Hands》／異視界數位媒體股份有限公司                    | [ 39 ] [ 40 ] |
| 2011 （第22屆） | 《日安。波斯菊 Bonjour , COSMOS》／風潮音樂國際股份有限公司                        | [ 39 ] [ 40 ] |
| 2011 （第22屆） | 《第36個故事電影原聲音樂大碟她的改變》／積木影像製作有限公司                       | [ 39 ] [ 40 ] |
| 2011 （第22屆） | 《霍世潔爵士胡情驚豔首張個人演奏專輯》／豆菜芽子音樂工作室                         | [ 39 ] [ 40 ] |
| 2012 （第23屆） | 《被遺忘的時光》 果核有限公司                                                      | [ 41 ] [ 42 ] |
| 2012 （第23屆） | 《大海嘯 TSUNAMI》／薩摩亞商向日國際股份有限公司台灣分公司                         | [ 41 ] [ 42 ] |
| 2012 （第23屆） | 《翻滾吧阿信電影配樂原聲帶》／牽猴子整合行銷股份有限公司                           | [ 41 ] [ 42 ] |
| 2012 （第23屆） | 《賽德克·巴萊》／豐華唱片股份有限公司                                              | [ 41 ] [ 42 ] |
| 2012 （第23屆） | 《反光体》／李欣芸音樂工作室                                                       | [ 41 ] [ 42 ] |
| 2013 （第24屆） | 《鍾興民作品集─飲食男女II》原聲帶》 果核有限公司                                   | [ 43 ] [ 44 ] |
| 2013 （第24屆） | 《孤獨飛行》／ 映象國際多媒體股份有限公司                                          | [ 43 ] [ 44 ] |
| 2013 （第24屆） | 《無限融合樂團 3》／ 威幅音樂有限公司                                              | [ 43 ] [ 44 ] |
| 2013 （第24屆） | 《愛 無界》／源動力文化發展事業有限公司                                            | [ 43 ] [ 44 ] |
| 2013 （第24屆） | 《吹過島嶼的風》／風潮音樂國際股份有限公司                                         | [ 43 ] [ 44 ] |
| 2014 （第25屆） | 《曾增譯共聲體三重奏》 共聲體樂團                                                  | [ 45 ] [ 46 ] |
| 2014 （第25屆） | 《浮》／ 十一音像有限公司                                                          | [ 45 ] [ 46 ] |
| 2014 （第25屆） | 《Fusion！D。N。A。》／ 卓著文化事業有限公司                                       | [ 45 ] [ 46 ] |
| 2014 （第25屆） | 《布拉格愛樂樂團（指揮：何國杰）《看見台灣》電影原聲帶》／台灣阿布電影股份有限公司 | [ 45 ] [ 46 ] |
| 2014 （第25屆） | 《心情之間 sentimotional》／彗智數位影音有限公司                                   | [ 45 ] [ 46 ] |
| 2015 （第26屆） | 《THE FLOW》 顏社企業有限公司                                                      | [ 47 ] [ 48 ] |
| 2015 （第26屆） | 《玩弦四度》／玩弦四度                                                             | [ 47 ] [ 48 ] |
| 2015 （第26屆） | 《Homeland》／稚庭企業股份有限公司                                                 | [ 47 ] [ 48 ] |
| 2015 （第26屆） | 《第三個月》／十一音像有限公司                                                     | [ 47 ] [ 48 ] |
| 2015 （第26屆） | 《餘生-賽德克 巴萊 電影原聲帶》／角頭文化事業股份有限公司                          | [ 47 ] [ 48 ] |
| 2016 （第27屆） | 《Simple Life》 安玓音服文化有限公司                                               | [ 49 ] [ 50 ] |
| 2016 （第27屆） | 《GRAND BAZAAR》／安玓音服文化有限公司                                             | [ 49 ] [ 50 ] |
| 2016 （第27屆） | 《聽見 黃裕翔》／華研國際音樂股份有限公司                                          | [ 49 ] [ 50 ] |
| 2016 （第27屆） | 《SEMIFUSA同名專輯》／SEMIFUSA室內樂團                                             | [ 49 ] [ 50 ] |
| 2016 （第27屆） | 《灣生回家》／果核有限公司                                                         | [ 49 ] [ 50 ] |
| 2017 （第28屆） | 《SEDAR》 台灣索尼音樂娛樂股份有限公司                                             | [ 51 ] [ 52 ] |
| 2017 （第28屆） | 《心情電影院》／李欣芸音樂製作有限公司                                             | [ 51 ] [ 52 ] |
| 2017 （第28屆） | 《ALL KINDS OF GOOD》／十一音像有限公司（十一音樂）                                | [ 51 ] [ 52 ] |
| 2017 （第28屆） | 《藍。掉》／大大樹音樂圖像有限公司                                                 | [ 51 ] [ 52 ] |
| 2017 （第28屆） | 《零柒印象》／台灣索尼音樂娛樂股份有限公司                                         | [ 51 ] [ 52 ] |
| 2018 （第29屆） | 《happened, happening》 和諧滙聚股份有限公司                                       | [ 53 ] [ 54 ] |
| 2018 （第29屆） | 《無限融合樂團 8》／威幅音樂有限公司                                               | [ 53 ] [ 54 ] |
| 2018 （第29屆） | 《鍾興民作品集》／果核有限公司                                                     | [ 53 ] [ 54 ] |
| 2018 （第29屆） | 《蘇子茵》／斯波克藝術有限公司                                                     | [ 53 ] [ 54 ] |
| 2018 （第29屆） | 《波斯驛站》／安玓音服文化有限公司                                                 | [ 53 ] [ 54 ] |
| 2019 （第30屆） | 《Lines & Stains》 山下民謠有限公司                                                | [ 55 ] [ 56 ] |
| 2019 （第30屆） | 《響味\|味響》／安玓音服文化有限公司                                               | [ 55 ] [ 56 ] |
| 2019 （第30屆） | 《城市型動物》／碩果音樂工作室                                                     | [ 55 ] [ 56 ] |
| 2019 （第30屆） | 《Songs of Mystery and Hope》／碩果音樂工作室                                      | [ 55 ] [ 56 ] |
| 2019 （第30屆） | 《黑熊森林電影原聲帶》／夏日紀事音像文化有限公司                                   | [ 55 ] [ 56 ] |
| 2020 （第31屆） | 《Ciao Bella》 好有感覺音樂事業有限公司                                            | [ 57 ] [ 58 ] |
| 2020 （第31屆） | 《Petrichor》／麥丁文化事業有限公司                                                | [ 57 ] [ 58 ] |
| 2020 （第31屆） | 《鍾興民作品集 Initial Value》／果核有限公司                                       | [ 57 ] [ 58 ] |
| 2020 （第31屆） | 《Ken》／山下民謠有限公司                                                          | [ 57 ] [ 58 ] |
| 2020 （第31屆） | 《返校 Detention（電影原聲帶）》／黑馬映像電影有限公司                             | [ 57 ] [ 58 ] |
| 2021 （第32屆） | 《派仔之遊》 環球國際唱片股份有限公司                                              | [ 59 ] [ 60 ] |
| 2021 （第32屆） | 《行》／好有感覺音樂事業有限公司                                                   | [ 59 ] [ 60 ] |
| 2021 （第32屆） | 《KUNG's vol.1》／環球國際唱片股份有限公司                                         | [ 59 ] [ 60 ] |
| 2021 （第32屆） | 《流光傳奇》／山下民謠有限公司                                                     | [ 59 ] [ 60 ] |
| 2021 （第32屆） | 《機械步伐》／環球國際唱片股份有限公司                                             | [ 59 ] [ 60 ] |
| 2022 （第33屆） | 《〈修行〉電影原聲帶》 天空之城音樂製作有限公司                                    | [ 61 ] [ 62 ] |
| 2022 （第33屆） | 《萬象 The Poem For All Beings》／催生音樂展演工作室                               | [ 61 ] [ 62 ] |
| 2022 （第33屆） | 《Forty-Three》／維光音樂有限公司                                                  | [ 61 ] [ 62 ] |
| 2022 （第33屆） | 《Between Now and Never》／麥丁文化事業有限公司                                    | [ 61 ] [ 62 ] |
| 2022 （第33屆） | 《ON》／那屋瓦文化有限公司                                                         | [ 61 ] [ 62 ] |
| 2023 （第34屆） | 《繫》 好有感覺音樂事業有限公司                                                    | [ 63 ] [ 64 ] |
| 2023 （第34屆） | 《我偏愛》／好有感覺音樂事業有限公司                                               | [ 63 ] [ 64 ] |
| 2023 （第34屆） | 《黃瑞豐「潮」》／麥丁文化事業有限公司                                             | [ 63 ] [ 64 ] |
| 2023 （第34屆） | 《阿爾卑斯的日落》／果核有限公司                                                   | [ 63 ] [ 64 ] |
| 2023 （第34屆） | 《日出》／好意思文化有限公司                                                       | [ 63 ] [ 64 ] |
| 2024 （第35屆） | 《美麗的灣》 好有感覺音樂事業有限公司                                              | [ 65 ] [ 66 ] |
| 2024 （第35屆） | 《內建系統》／好有感覺音樂事業有限公司                                             | [ 65 ] [ 66 ] |
| 2024 （第35屆） | 《一種分析辣椒素的方法》／好有感覺音樂事業有限公司                                 | [ 65 ] [ 66 ] |
| 2024 （第35屆） | 《2023陳明章電影配樂三部曲》／陳明章音樂工作有限公司                               | [ 65 ] [ 66 ] |
| 2024 （第35屆） | 《無常定》／宏揚國際有限公司                                                       | [ 65 ] [ 66 ] |
| 2025 （第36屆） | 《練習曲》 就是現場股份有限公司                                                    |               |
| 2025 （第36屆） | 《OR 手術劇院》／好有感覺音樂事業有限公司                                          |               |
| 2025 （第36屆） | 《胎內》／東城音樂製作有限公司                                                     |               |
| 2025 （第36屆） | 《世間》／宏揚國際有限公司                                                         |               |
| 2025 （第36屆） | 《青雲之上》／果核音樂玫瑰森林農場有限公司                                         |               |

## 外部連結
- 第35屆金曲獎頒獎典禮官方網站
- 歷屆金曲獎得獎入圍名單 （页面存档备份，存于），文化部影視及流行音樂產業局